# Så mycket bättre (säsong 11)
Den elfte säsongen av Så mycket bättre sändes på TV4 under hösten 2020. Programmet spelades återigen in på pensionatet Grå Gåsen som är beläget i Burgsvik på södra Gotland.

## Medverkande
De tidigare säsongernas upplägg, där sju artister turas om med att tolka varandra, förändrades i och med föregående säsong. Endast ett fåtal artister (s.k. värdar) medverkade i samtliga  avsnitt, medan resten av ensemblen roterade genom programmets gång.
Denna säsongs värdtrio var Ana Diaz, Markus Krunegård och Plura Jonsson. De övriga deltagarna var Tommy Körberg, Benjamin Ingrosso, Silvana Imam, Lisa Nilsson, Lili & Sussie, Newkid, Jakob Hellman, Tove Styrke, Helen Sjöholm och Loreen. 
| Artister          | Avsnitt 1 | Avsnitt 2 | Avsnitt 3 | Avsnitt 4 | Avsnitt 5 | Avsnitt 6 | Avsnitt 7 | Avsnitt 8 |
| ----------------- | --------- | --------- | --------- | --------- | --------- | --------- | --------- | --------- |
| Ana Diaz          | 8 av 8    | 8 av 8    | 8 av 8    | 8 av 8    | 8 av 8    | 8 av 8    | 8 av 8    | 8 av 8    |
| Markus Krunegård  | 8 av 8    | 8 av 8    | 8 av 8    | 8 av 8    | 8 av 8    | 8 av 8    | 8 av 8    | 8 av 8    |
| Plura Jonsson     | 8 av 8    | 8 av 8    | 8 av 8    | 8 av 8    | 8 av 8    | 8 av 8    | 8 av 8    | 8 av 8    |
| Tommy Körberg     | 5 av 8    | 5 av 8    | 5 av 8    | 5 av 8    | 5 av 8    |           |           |           |
| Benjamin Ingrosso | 4 av 8    | 4 av 8    | 4 av 8    | 4 av 8    |           |           |           |           |
| Silvana Imam      | 4 av 8    | 4 av 8    | 4 av 8    | 4 av 8    |           |           |           |           |
| Lisa Nilsson      | 2 av 8    | 2 av 8    |           |           |           |           |           |           |
| Lili & Sussie     |           |           | 3 av 8    | 3 av 8    | 3 av 8    |           |           |           |
| Newkid            |           |           |           | 5 av 8    | 5 av 8    | 5 av 8    | 5 av 8    | 5 av 8    |
| Jakob Hellman     |           |           |           |           | 4 av 8    | 4 av 8    | 4 av 8    | 4 av 8    |
| Tove Styrke       |           |           |           |           | 4 av 8    | 4 av 8    | 4 av 8    | 4 av 8    |
| Helen Sjöholm     |           |           |           |           |           | 3 av 8    | 3 av 8    | 3 av 8    |
| Loreen            |           |           |           |           |           | 3 av 8    | 3 av 8    | 3 av 8    |

## Avsnitt

### Avsnitt 1
- Tommy Körberg - "Stad i ljus" (Markus Krunegårds låt)[2]
- Benjamin Ingrosso - "Långsamt farväl" (Lisa Nilssons låt)[3]
- Silvana Imam - "Du stör dig hårt på mig" (Markus Krunegårds låt)[4]
- Ana Diaz - "Vår lilla stad" (Pluras låt)[5]
- Lisa Nilsson - "100" (Ana Diaz låt)[6]
- Markus Krunegård - "Sett henne" (Silvana Imams låt)[7]
- Plura - "Ingen tar min Maria från mig" (svensk version av Tommy Körbergs "Somebody's Taken Maria Away")[8]

### Avsnitt 2
- Lisa Nilsson - "Lycklig" (svensk version av Benjamin Ingrossos låt "Happiness")[9]
- Markus Krunegård - "Fattig bonddräng" (Tommy Körbergs låt, ursprungligen av Georg Riedel (melodi) och Astrid Lindgren (text))[10]
- Tommy Körberg - "För evigt" (Silvana Imams låt)[11]
- Plura - "Vad du ser är vad du får" (Lisa Nilssons låt)[12]
- Silvana Imam feat. Molly Hammar - "Tror du att han bryr sig" (Benjamin Ingrossos låt)[13]
- Benjamin Ingrosso - "Tänd alla ljus" (Silvana Imams låt)[14]

Ana Diaz deltog i avsnittet, men framförde inget bidrag.

### Avsnitt 3
- Plura - "Å mamma kom igen" (svensk version av Lili & Susies låt "Oh Mama")[15]
- Silvana Imam - "Simma själv" (Ana Diaz låt)[16]
- Markus Krunegård - "Ner från molnen, ner på jorden" (svensk version av Benjamin Ingrossos låt "Dance You Off")[17]
- Benjamin Ingrosso - "Only your heart" (Lili & Susies låt)[18]
- Tommy Körberg - "Förgiftat blod" (Pluras låt)[19]
- Lili & Susie - "Hela livet var ett disco" (Markus Krunegårds låt)[20]

Ana Diaz deltog i avsnittet, men framförde inget bidrag.

### Avsnitt 4
- Ana Diaz - "Askan är den bästa jorden" (Markus Krunegårds låt)[21]
- Lili & Susie - "En liten kyss av dig" (Pluras låt)[22]
- Benjamin Ingrosso - "Judy min vän" (Tommy Körbergs låt)[23]
- Markus Krunegård - "Okey, okey!" (Lili & Susies låt)[24]
- Newkid - "Starkare" (Ana Diaz låt)[25]
- Silvana Imam feat Marzena - "Stad i ljus" (Tommy Körbergs låt)[26]

Tommy Körberg och Plura deltog i avsnittet, men framförde inga bidrag. Avsnitt 4 sändes två veckor efter avsnitt 3 på grund av att fotbollslandskampen mellan Sverige och Kroatien sändes däremellan, vilket sändes i TV4.

### Avsnitt 5
- Tommy Körberg - "Morgonljuset" (svensk version av Tove Styrkes låt "White Light Moment")[27]
- Tove Styrke - "Bara du och jag" (Lili & Susies låt)[28]
- Plura - "Allt e lättare på sommaren" (Ana Diaz låt)[29]
- Markus Krunegård - "Tårarna" (Jakob Hellmans låt)[30]
- Ana Diaz - "Fait Accompli" (Tommy Körbergs låt, skriven av Benny Andersson och Björn Ulvaeus)[31]
- Jakob Hellman - "I skydd av mörkret" (Pluras låt)[32]

Newkid och Lili & Susie deltog i avsnittet, men framförde inga bidrag.

### Avsnitt 6
- Ana Diaz - "Regnet" (Newkids låt "Jag gråter bara i regnet")[33]
- Newkid - "Du måste finnas" (Helen Sjöholms låt)[34]
- Helen Sjöholm - "Han har ett sätt" (version av Jakob Hellmans låt "Hon har ett sätt")[35]
- Tove Styrke - "Fyll upp mitt glas nu" (Ana Diaz låt)[36]
- Jakob Hellman - "Gabriellas sång" (Helen Sjöholms låt)[37]
- Loreen - "Alice" (Pluras låt)[38]

Plura och Markus Krunegård deltog i avsnittet, men framförde inga bidrag.

### Avsnitt 7
- Helen Sjöholm - "Korallreven och vintergatan" (Markus Krunegårds låt)[39]
- Jakob Hellman - "Säg inte nånting" (svensk version av Tove Styrkes låt "Sway")[40]
- Ana Diaz - "Vara vänner" (Jakob Hellmans låt)[41]
- Loreen - "Du är min man" (Helen Sjöholms låt, skriven av Benny Andersson och Björn Ulvaeus)[42]
- Newkid - "Mitt hjärta bara sviker mig" (svensk version av Loreens låt "My Heart is Refusing Me")[43]
- Plura feat. Per Persson - "Tusen dagar härifrån" (Perssons Packs och Jakob Hellmans låt)[44]

Markus Krunegård och Tove Styrke deltog i avsnittet, men framförde inga bidrag.

### Avsnitt 8
- Loreen - "Jag är en vampyr" (Markus Krunegårds låt)[45]
- Jakob Hellman - "Lakan" (Newkids låt)[46]
- Newkid - "Vill vi samma sak" (Jakob Hellmans låt "Visa mig")[47]
- Tove Styrke - "Varje sår söker ett sår" (Helen Sjöholms låt, originalet "And So It Goes" av Billy Joel med svensk text av Tomas Andersson Wij)[48]
- Markus Krunegård - "3:ans spårvagn genom ljuva livet" (Pluras låt)[49]
- Helen Sjöholm - "Euforia" (svensk version av Loreens låt "Euphoria", skriven av Thomas G:son och Peter Boström)[50]

Ana Diaz och Plura deltog i avsnittet, men framförde inga bidrag.

## Tittarsiffror
| Avsnitt | Datum            | Tittarsiffror |
| ------- | ---------------- | ------------- |
| 1       | 24 oktober 2020  | 1 505 000     |
| 2       | 31 oktober 2020  | 1 445 000     |
| 3       | 7 november 2020  | 1 557 000     |
| 4       | 21 november 2020 | 1 509 000     |
| 5       | 28 november 2020 | 1 432 000     |
| 6       | 5 december 2020  | 1 527 000     |
| 7       | 12 december 2020 | 1 386 000     |
| 8       | 19 december 2020 | 1 350 000     |

## Listplaceringar
| Artist            | Låt                                             | Topp-placering | Topp-placering | Topp-placering    |
| Artist            | Låt                                             | DigiListan     | Svensktoppen   | Sverigetopplistan |
| ----------------- | ----------------------------------------------- | -------------- | -------------- | ----------------- |
| Ana Diaz          | "Askan är den bästa jorden"                     | —              | —              | 75                |
| Ana Diaz          | "Fait Accompli"                                 | 50             | —              | 86                |
| Ana Diaz          | "Regnet"                                        | —              | —              | 94                |
| Ana Diaz          | "Vara vänner"                                   | —              | —              | 76                |
| Ana Diaz          | "Vår lilla stad"                                | —              | —              | 48                |
| Benjamin Ingrosso | "Judy min vän"                                  | 24             | 5              | 8                 |
| Benjamin Ingrosso | "Långsamt farväl"                               | 3              | 2              | 1                 |
| Benjamin Ingrosso | "Only Your Heart"                               | —              | —              | 45                |
| Benjamin Ingrosso | "Tänd alla ljus"                                | 20             | —              | 6                 |
| Helen Sjöholm     | "Euforia"                                       | 33             | —              | 95                |
| Jakob Hellman     | "Gabriellas sång"                               | 40             | —              | 64                |
| Lisa Nilsson      | "100"                                           | 30             | —              | 21                |
| Loreen            | "Alice"                                         | —              | —              | 96                |
| Loreen            | "Du är min man"                                 | 48             | —              | 72                |
| Loreen            | "Jag är en vampyr"                              | —              | —              | 43                |
| Markus Krunegård  | "Fattig bonddräng"                              | —              | —              | 72                |
| Markus Krunegård  | "Sett henne"                                    | —              | —              | 47                |
| Newkid            | "Du måste finnas"                               | 1              | 1              | 1                 |
| Newkid            | "Mitt hjärta bara sviker mig"                   | 31             | —              | 19                |
| Newkid            | "Starkare"                                      | 2              | 3              | 2                 |
| Newkid            | "Vill vi samma sak"                             | —              | —              | 26                |
| Silvana Imam      | "Stad i ljus" (feat. Marzena)                   | —              | —              | 58                |
| Silvana Imam      | "Tror du att han bryr sig" (feat. Molly Hammar) | —              | —              | 53                |
| Tove Styrke       | "Bara du och jag"                               | 6              | —              | 30                |